# Közönséges dió
A közönséges dió (Juglans regia) a diófafélék (Juglandaceae) családjának dió (Juglans) nemzetségébe tartozó növényfaj. Közepes vagy nagy termetű fa. A nemzetség tagjai közül ezt termesztik a legszélesebb körben ízletes terméséért. A binomiális név szó szerint „királyi diót” jelent. Délkeletre a Balkántól Délnyugat- és Közép-Ázsiáig, a Himalájában és Délnyugat-Kínában is honos. Az ENSZ Élelmezésügyi és Mezőgazdasági Világszervezete (FAO) szerint az iráni Shahmirzad ültetvény a legnagyobb a világon 700-750 hektáros nagyságával. Kirgizisztán területén 230 700 hektár dióerdő található, ahol a J. regia a domináns fa a felső koronaszinten (Hemery and Popov, 1998). Sokfelé előfordul, gyümölcsfaként vagy utcai sorfaként telepítik. A mészben gazdag, humuszos, egyenletes vízellátottságú talajokat szereti.
Metszését a többi gyümölcsfával ellentétben tilos tavasszal végezni, mert ilyenkor a nagy gyökérnyomás miatt túl sok nedvességet veszít a fa, a sebek nehezen száradnak be, és ez rothadást indít.

## Jellemzői
|  |  |

Lombhullató, egylaki fa. Magassága tipikusan 15-25 méter, egyes példányok a 30 métert is meghaladhatják. 150-160 évig elél, de magassági növekedése 70-80 éves korában abbamarad. Koronája igen széles, sűrű, szabályos alakú. Törzse ívelten fölfelé tartó, közel egyforma erős ágra oszlik már kevéssel a talaj fölött, ezek több, gyakran meggörbülő vagy könyökszerűen elforduló kisebb ágban folytatódnak. A fiatal fák kérge ezüstösszürke színű, sima; később jellegzetesen repedezett, barázdált és világos barnásszürke színű lesz. A fiatal ágak csillogó világosszürkék. A fiatal hajtások vastagak, fényes olajzöld színűek, kopaszak. A vessző metszete rekeszes. A csúcsi rügyek sötétbarnák vagy majdnem feketék, nagyok, gömbölyűek.
Az igen későn megjelenő levelek 20–40 cm hosszúra nőnek, szórt levélállásúak, páratlanul szárnyaltak, az egyes levélkék hosszúkás-oválisak, nyelesek, legfeljebb 15 cm hosszúak, számuk 7-9. A sárgászöld levélkék bőrneműek, ép szélűek vagy csak igen kissé fogazottak (a fekete diótól eltérően), szétdörzsölve kellemes illatúak, mely szárítás után elvész. A levélripacsok szív alakúak.
Április-május táján virágzik, a porzós virágok akár 4 héttel a termős virágok előtt nyílnak (proterandria). A fiatal fákon kezdetben csak porzós, majd néhány évig felváltva vagy csak porzós vagy csak termős virágok képződnek. Porzós virágai 3–10 cm hosszú, lefelé görbülő majd lecsüngő, sárga vagy sárgászöld, vastag barkában fejlődnek. Termős virágai 2-5-ös csomókban, alig észrevehetően helyezkednek el az ágvégeken (egyes termesztett változatokban az oldalrügyeken is), bibéik sárga színűek. A virágok szélbeporzásúak. Az apomixis is előfordul.
Termőtája cönokarp, termése csonthéjashoz hasonló, 4–5 cm hosszú, gömbölyű, világosbarna, zárt kupacsú makk, amit diótermésnek is neveznek. Külső burka zöld vagy sárgás színű, kopasz, íze fanyar, a csonthéjról érés után könnyen leválik, szabálytalanul felhasadozik. A csonthéjban ráncos, húsos, kétfelé váló, dús olajtartalmú magot találunk, ezt szokás fogyasztani.

## Hatóanyagai
A diólevelek cseranyagokat (ellagitanninok), flavonoidokat, némi illóolajat tartalmaznak. A termés héjában a kezet erősen barnára festő naftokinon-származékok, pl. juglon és hidrojuglon-glikozid található. A növény zöld részeiben található juglon más növények fejlődését befolyásolja, az allelopátia példájaként.

## Felhasználása
Termését élelmezési célra hasznosítják.
Szürkésbarna gesztű fája igen jó minőségű, bútorfaként hasznosítják (bővebben lásd: Dió (faanyag)).
Gyógyászati felhasználás céljára gyűjteni a leveleket és a termés zöld burkát (diókopács) szokták. Csersavhatása miatt levéldrogját külsőleg lemosásra, borogatásra alkalmazzák felületes gyulladásoknál (akné, ekcéma), vagy a végtagokon izzadás esetén. Belsőleg a népi gyógyászatban gyomorhurut kezelésére, vértisztítóként használták. A juglon sejtkárosító hatása miatt azonban huzamosabb használata nem ajánlott. 
A szárított héjat haj-, vagy bőrfestésre lehet használni. A homeopátia gennyes bőrkiütések, nyirokcsomó-gyulladás ellen alkalmazza.

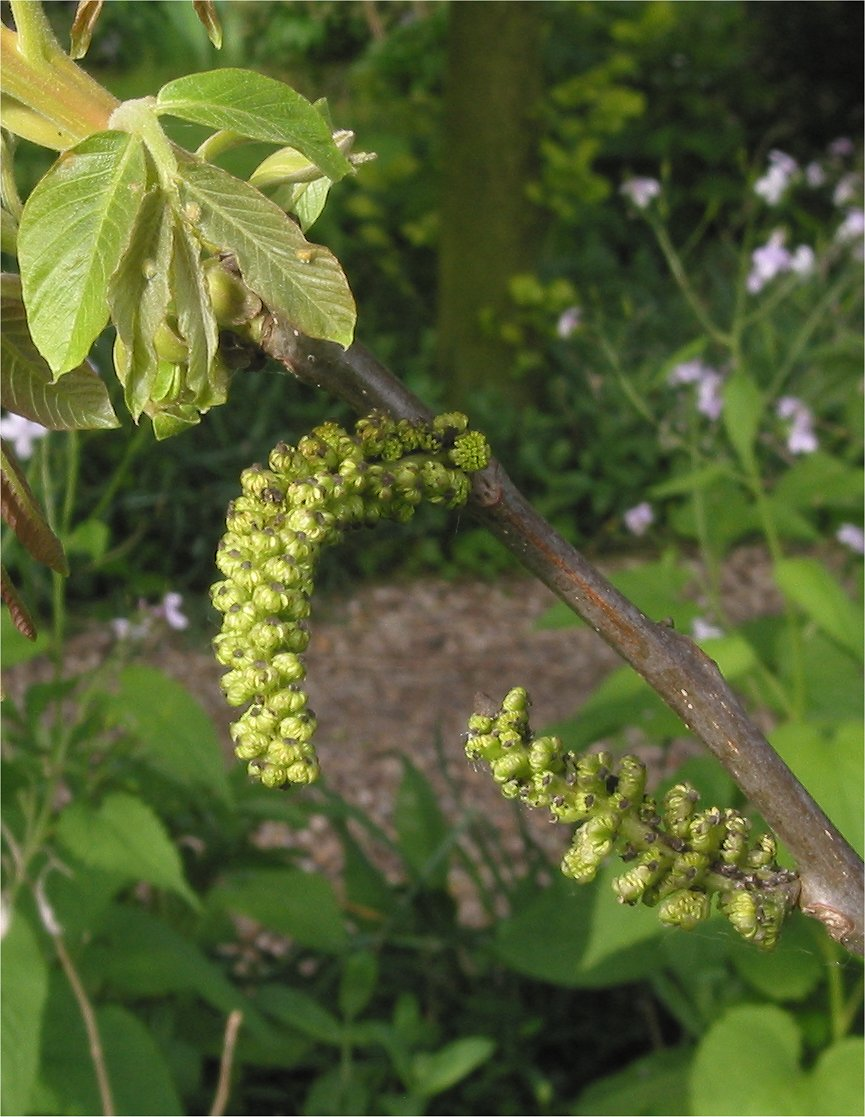
Porzós barka
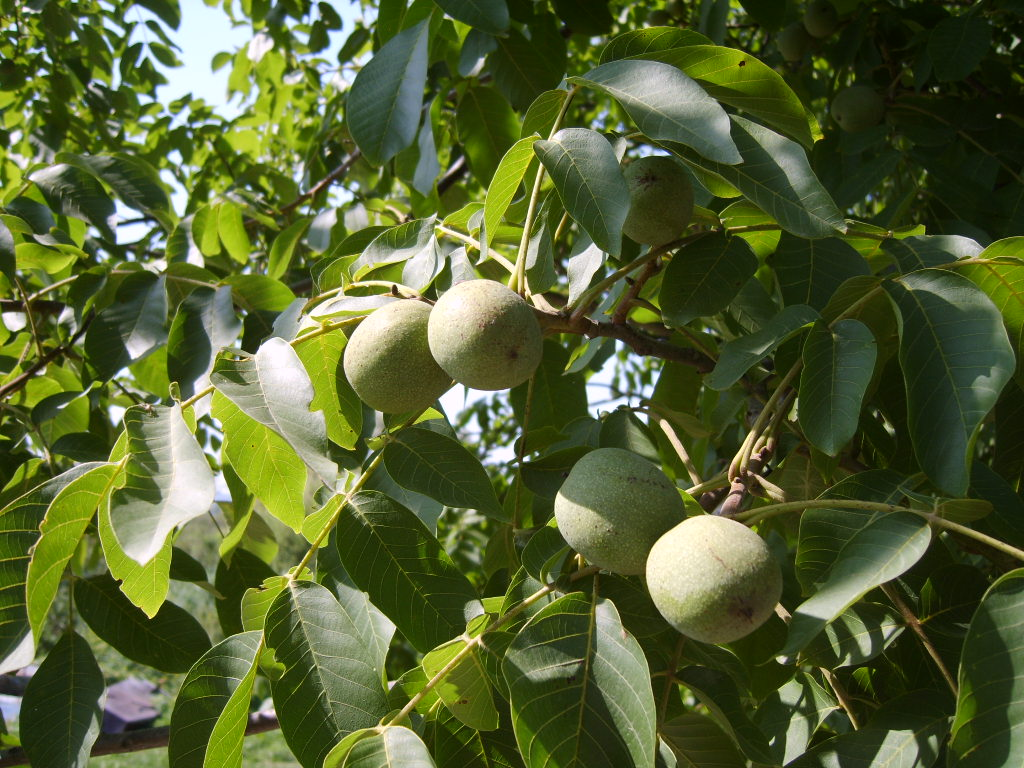
Éretlen termés
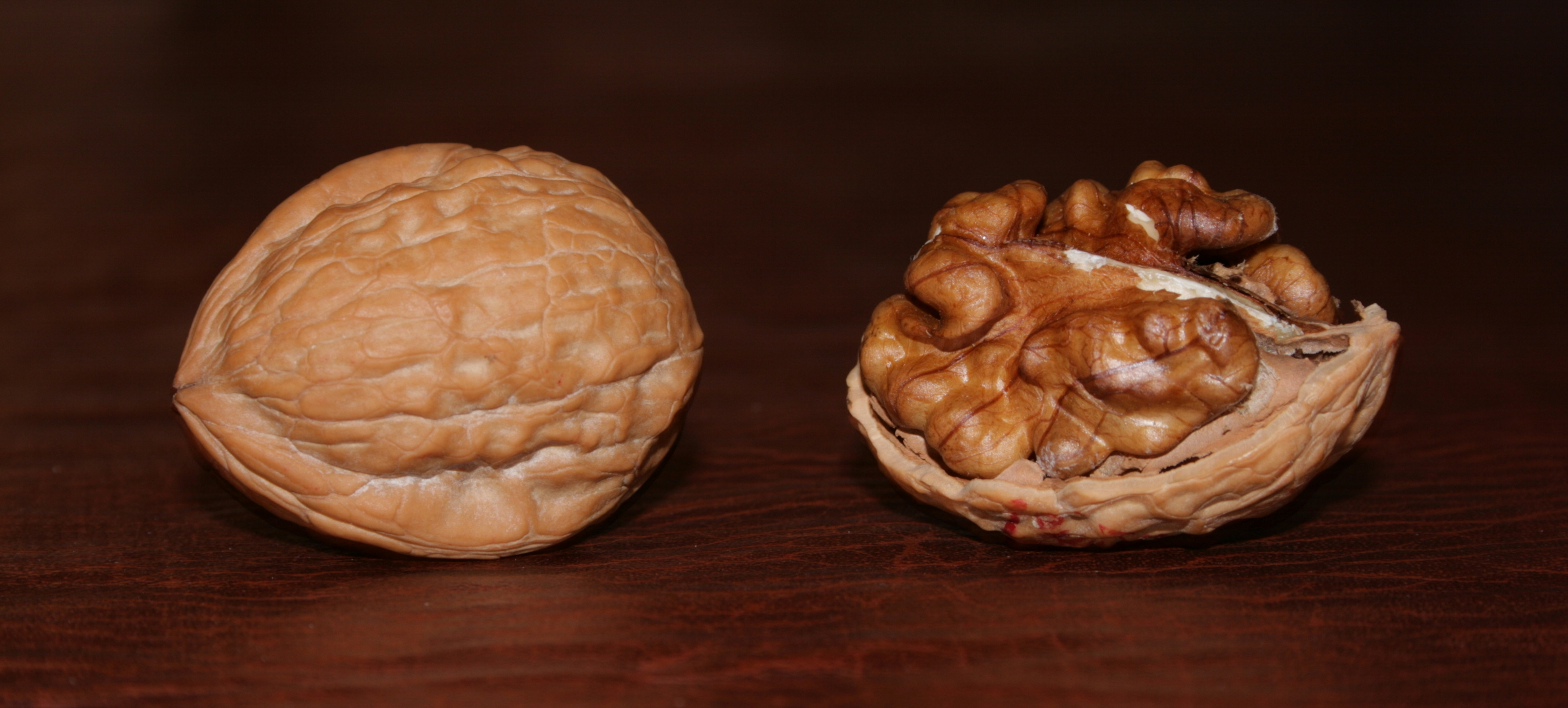
Diótermés. A dióbél a mag
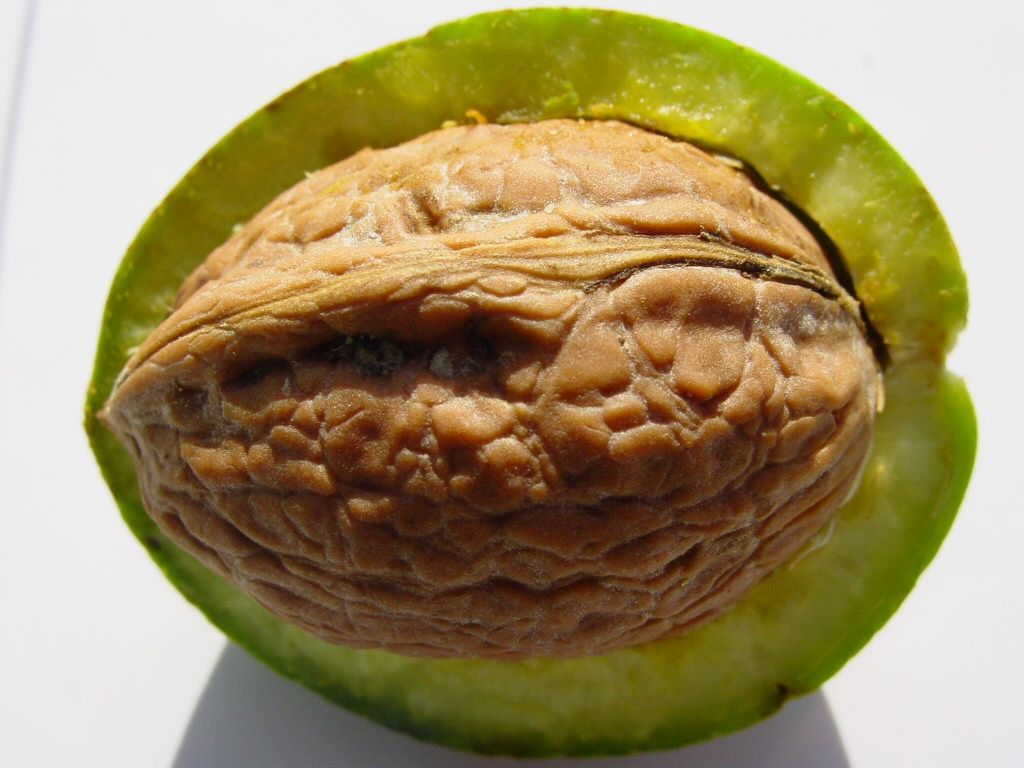
A zöld héj az exokarpium, a kemény, belső héj az endokarpium
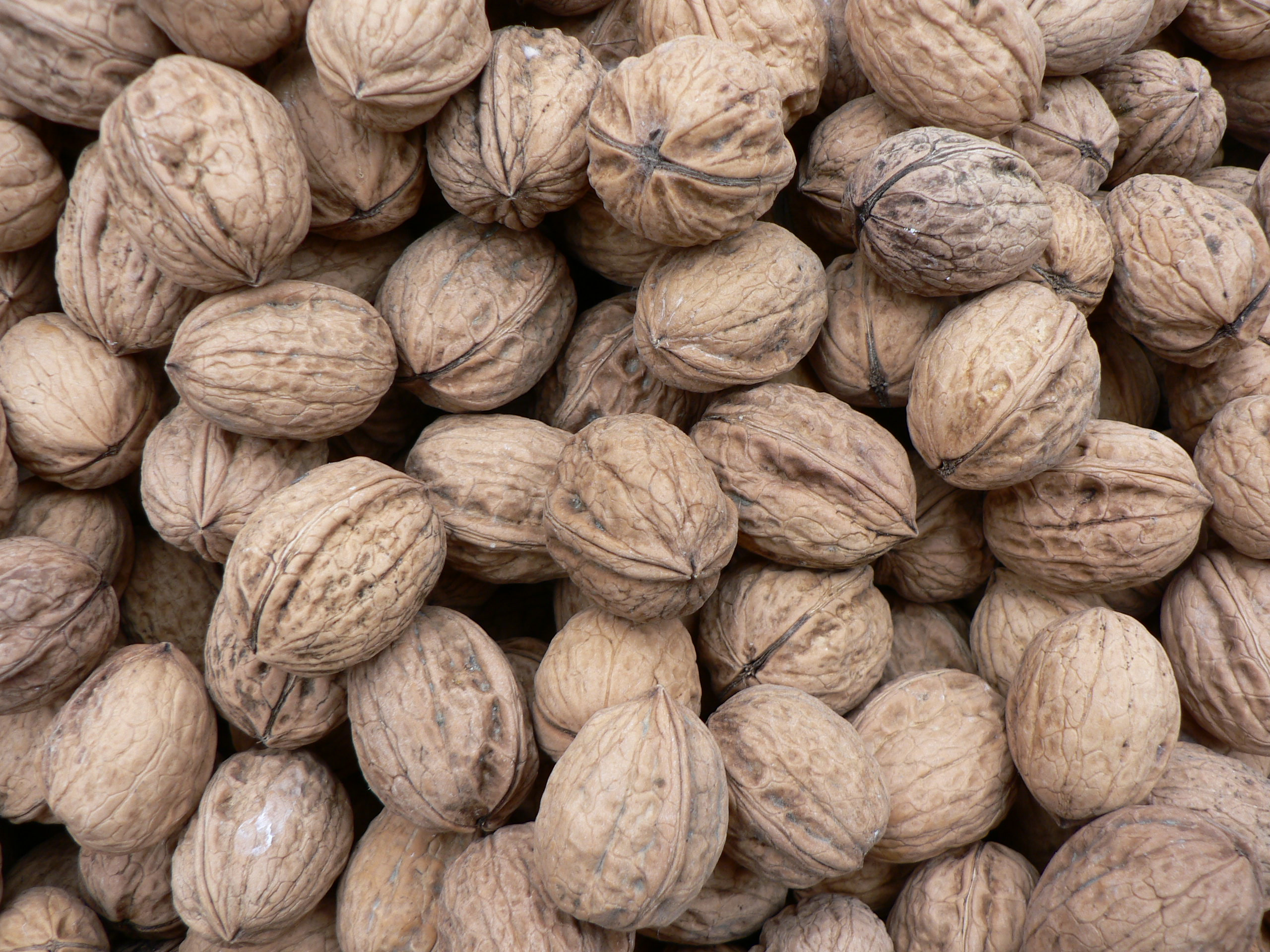